# Тиллеманс, Питер
Питер Тиллеманс (англ. Peter Tillemans; ок. 1684, Антверпен — 5 декабря 1734, Суффолк) — фламандский рисовальщик и живописец. С 1708 года жил и работал в Англии. Пейзажист и анималист. Наряду с Джоном Вуттоном и Джеймсом Сеймуром он был одним из основателей характерного для английского искусства спортивного жанра, художником конных состязаний, лошадей, скачек и охотничьих сцен.

## Биография
Тиллеманс родился в Антверпене в семье огранщика алмазов, учился живописи у разных мастеров. Поскольку он был зятем другого фламандского художника, Питера Кастелса, предполагается, что он женился перед отъездом из Антверпена. Как и многие другие художники из Нидерландов, Тиллеманс в 1708 году в поисках выгодных заказов, по инициативе торговца картинами по имени Тёрнер, переехал в Англию; он провел там остаток своей жизни.
Вначале Тиллеманс занимался копированием картин других художников с изображением батальных сцен, сделанныx для Тёрнера, в частности произведений Жака Куртуа, а также небольших картин бытового жанра.
В 1711 году Тиллеманс был одним из первых членов художественной школы, организованной в 1711 году Готфридом Кнеллером — «Академии живописи и рисунка Кнеллера» (Kneller Academy of Painting and Drawing) на Грейт-Квин-стрит в Лондоне. При этом он назвал своей специальностью «ландшафтную живопись».
Он много путешествовал по стране и со временем стал получать заказы на изображения сцен сражений и охоты, пейзажи и портреты. В 1719 году антиквар Джон Бриджес поручил ему «сделать около 500 рисунков для предполагаемой истории Нортгемптоншира», некоторые из них были позднее опубликованы в книге Питера Уолли «История и древности графства Нортгемптоншир» (1791). Среди других покровителей художника были герцог Девонширский, 4-й барон Байрон и герцог Кингстонский.
Вместе с Уильямом Хогартом, Джорджем Вертью и другими художниками Тиллеманс стал членом «Клуба Розы и Короны».
В начале 1720-х годов Тиллеманс занялся изображением собак, лошадей и скачек и стал одним из первых художников, изображающих спортивные соревнования в Англии. Развитие живописи на спортивные темы было сосредоточено на ипподроме Ньюмаркет в рыночном городке Ньюмаркет в графстве Суффолк. Вместе со своим другом Джоном Вуттоном (учеником Яна Вика) и Джеймсом Сеймуром Тиллеманс был одним из трёх основателей английской спортивной школы живописи. Однако поскольку и Вуттон, и Тиллеманс не подписывали многие из своих работ, некоторые из них трудно отличить друг от друга.
Хронически страдающий астмой, Тиллеманс удалился в Ричмонд «из-за плохого состояния здоровья». Он умер в доме Кокса Макро (1683—1767, позже капеллана Георга II) в Суффолке, 5 декабря 1734 года и был похоронен 7 декабря в Стоулангтофте. Его коллекция картин была продана на аукционе, проведённом Макро 19 и 20 апреля 1733 года, и включала картины Джеймса Тиллеманса, вероятно, сына или другого родственника, а также Артура Дэвиса, который, как и Джозеф Фрэнсис Ноллекенс, был одним из учеников Тиллеманса. Макро заказал бюст Тиллеманса, сделанный Джоном Майклом Рисбраком. Портрет художника, выгравированный Т. Чемберсом по картине Хиссингса, приведён в издании Фюзели «Словарь художников» 1805 года.

## Галерея

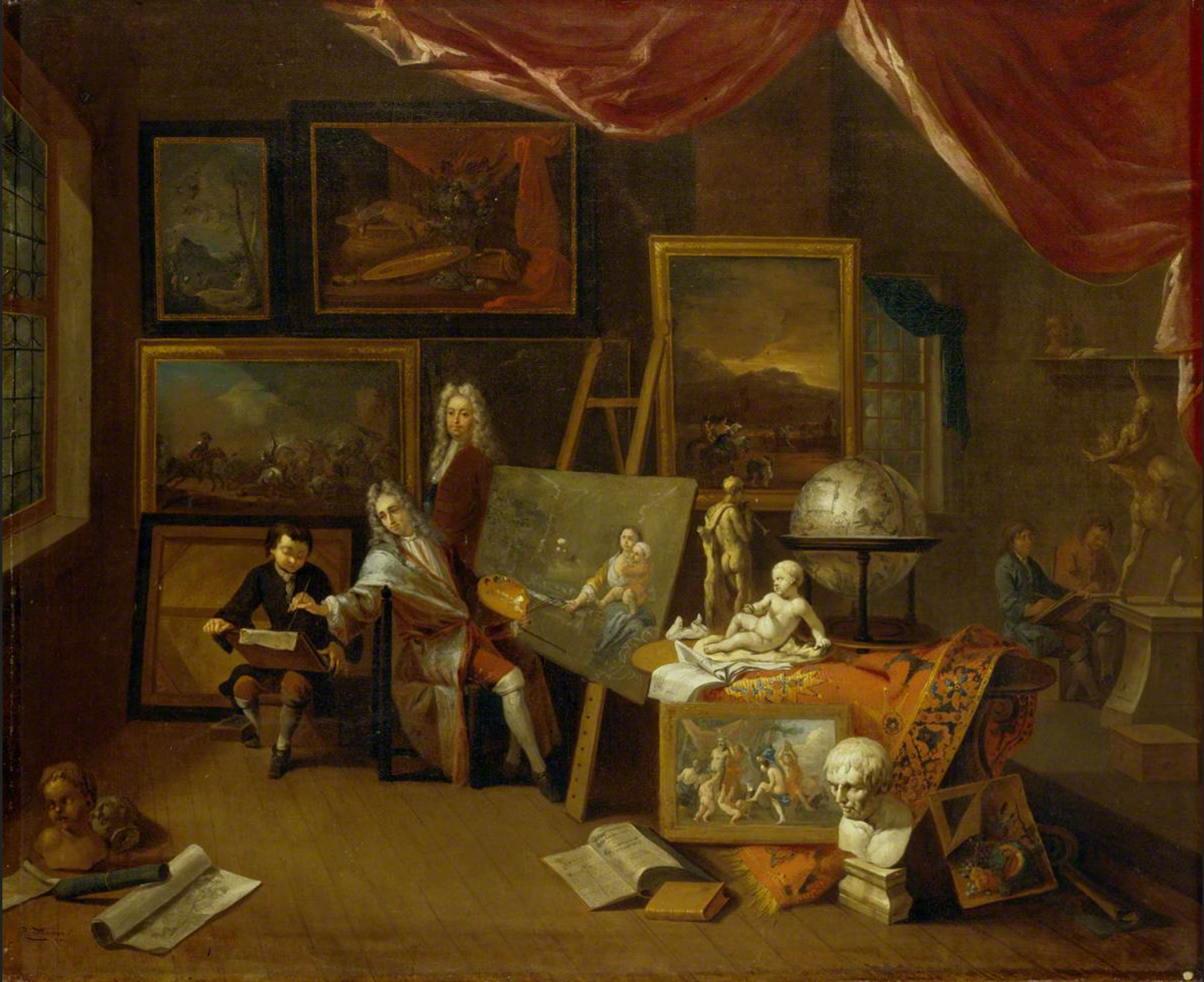
Мастерская художника. Ок. 1716. Холст, масло. Замок Норидж, Норфолк, Англия
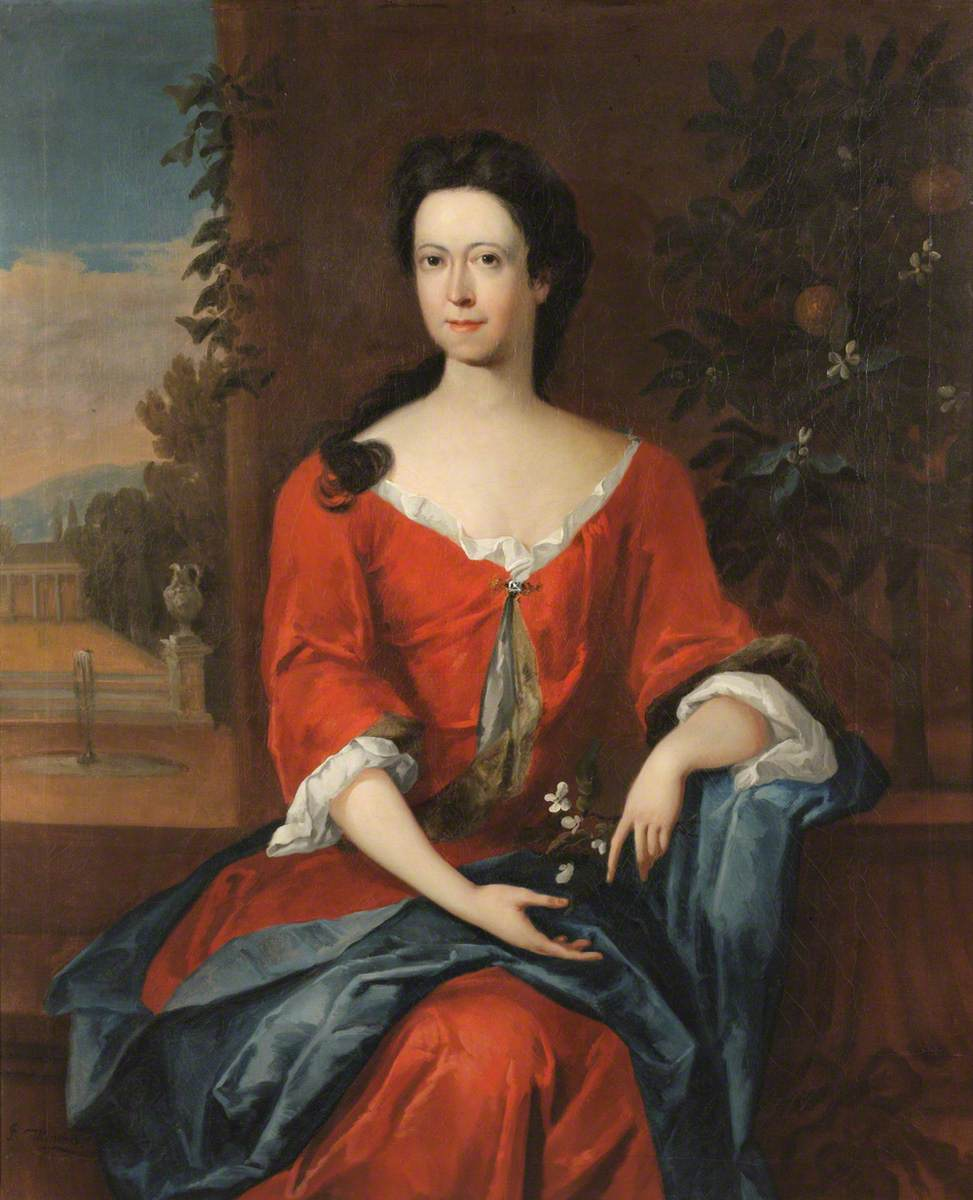
Портрет Мэри Лиддел, миссис Мидлтон. 1724. Холст, масло. Национальный фонд, Великобритания
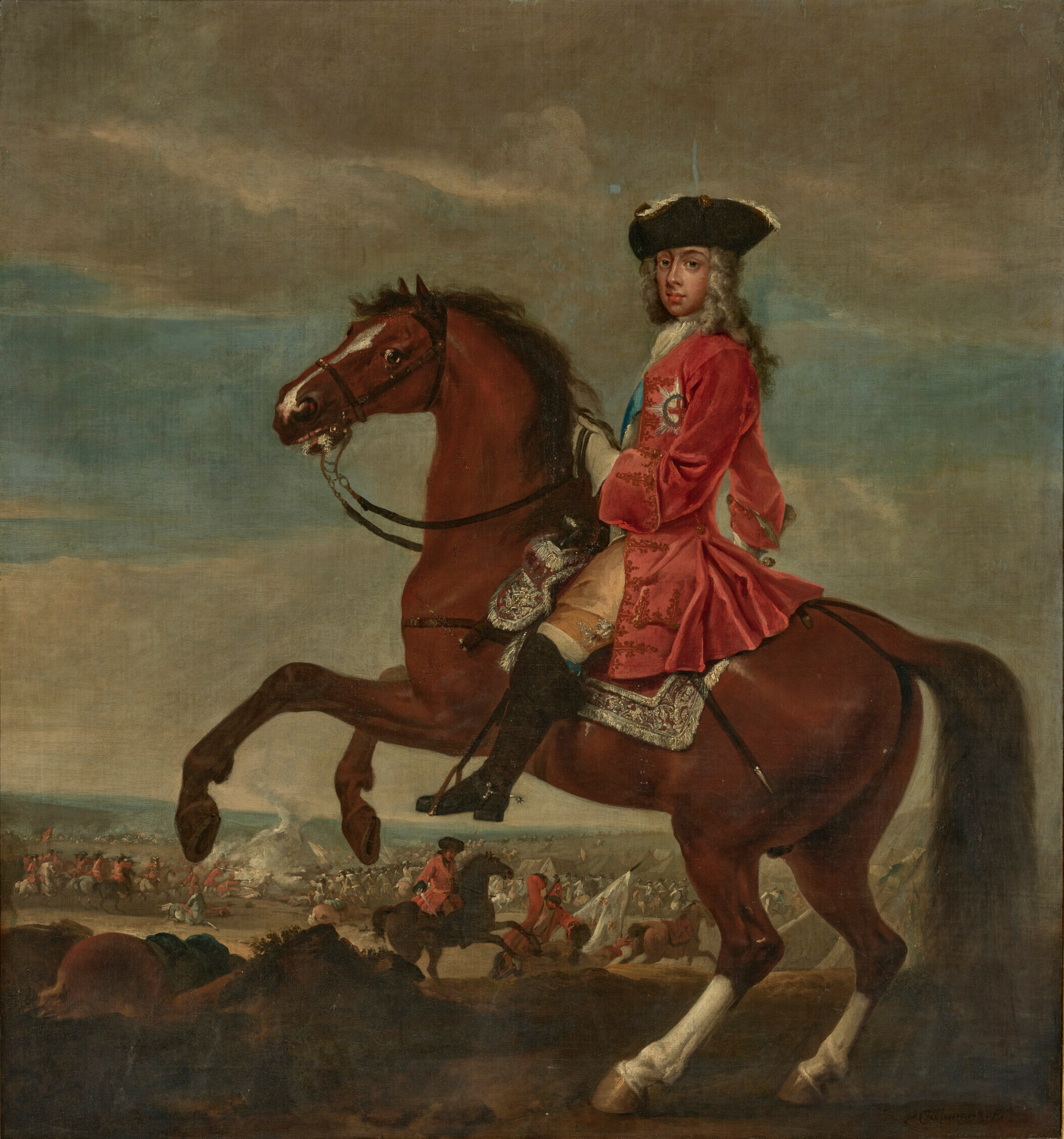
Конный портрет Фредерика, принца Уэльского. Между 1728 и 1734. Холст, масло. Частное собрание
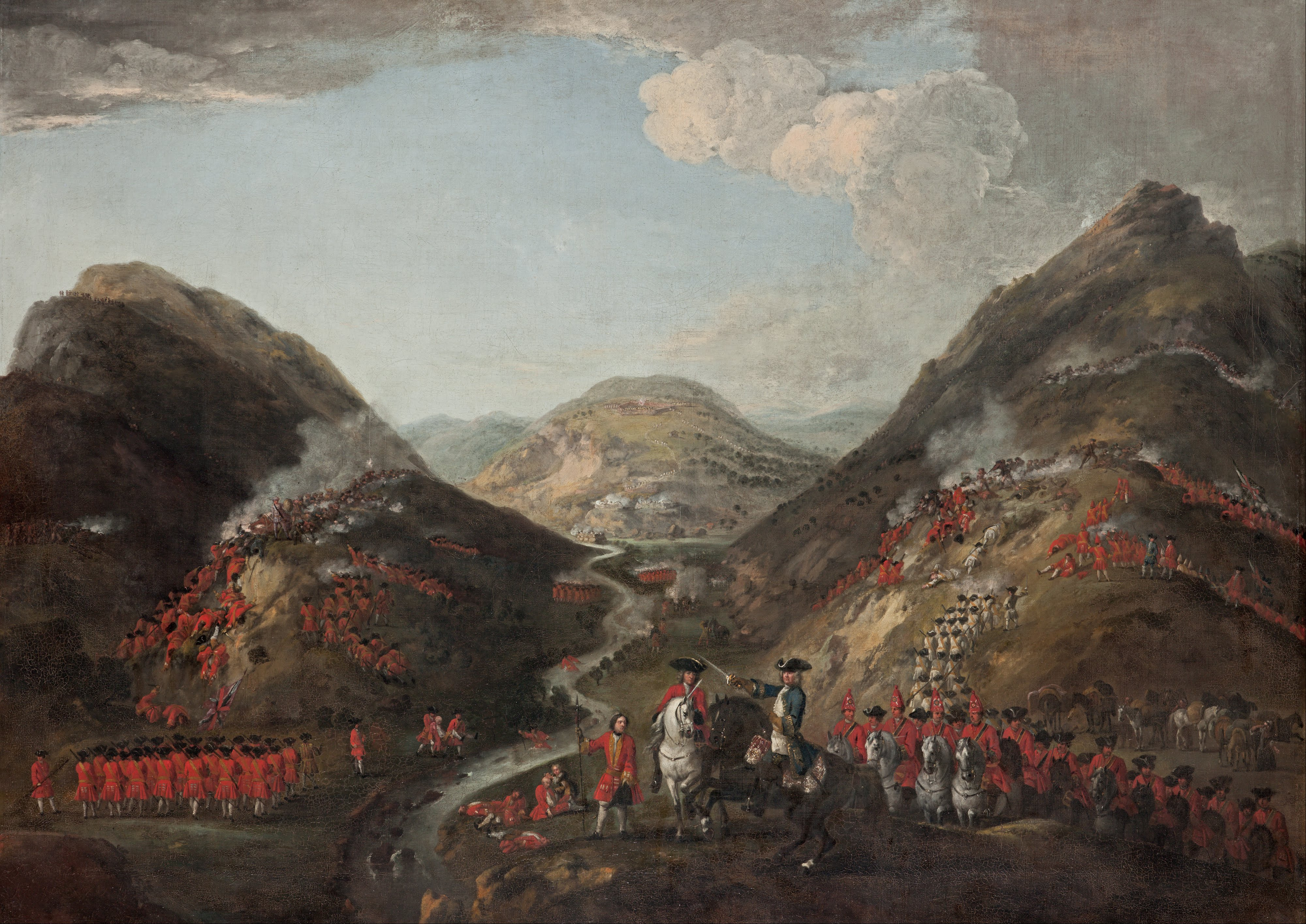
Битва при Гленшиле. 1719. Холст, масло. Национальная галерея Шотландии, Эдинбург
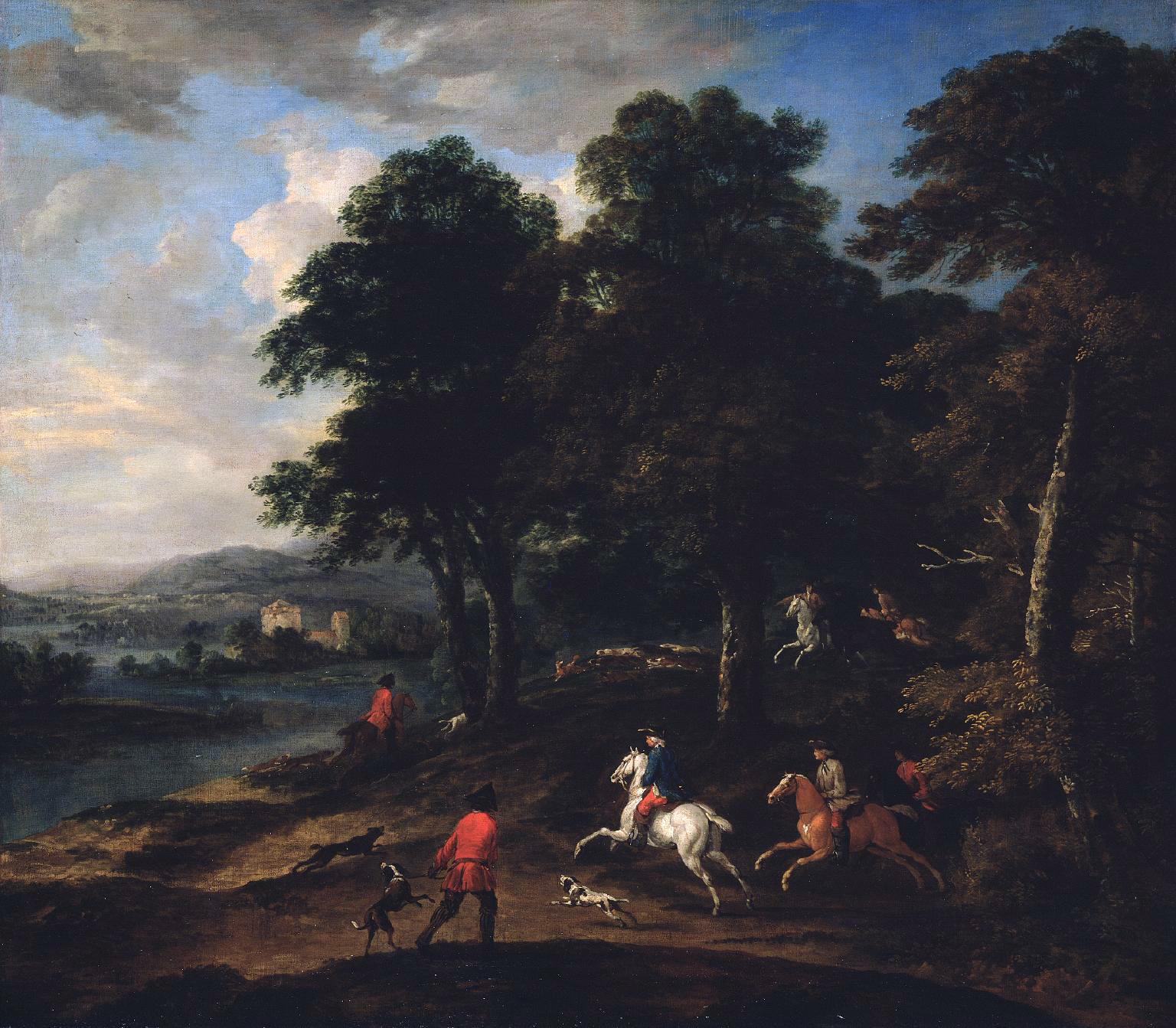
Охота на лис в лесистой местности. 1720-е. Холст, масло. Частное собрание
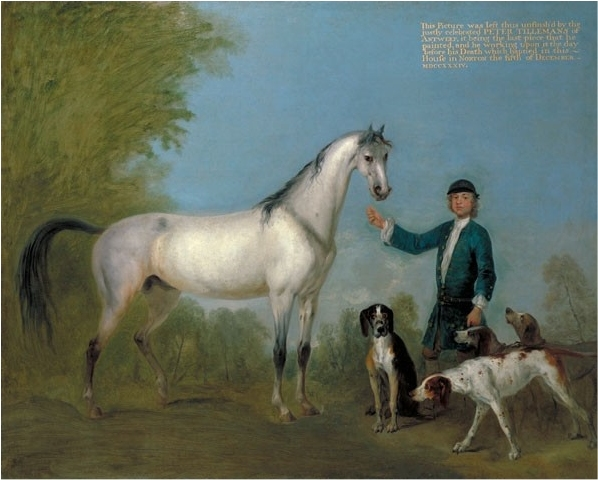
Лошадь с конюхом и гончими. 1734. Холст, масло (картина незавершена накануне смерти художника)
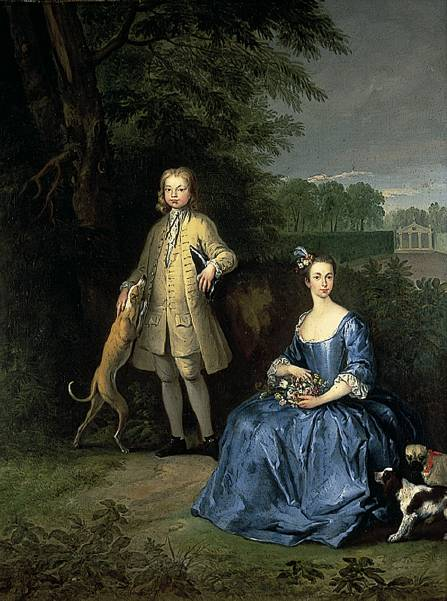
Мастер Эдвард и мисс Мэри Макро. Ок. 1733. Холст, масло. Местонахождение неизвестно
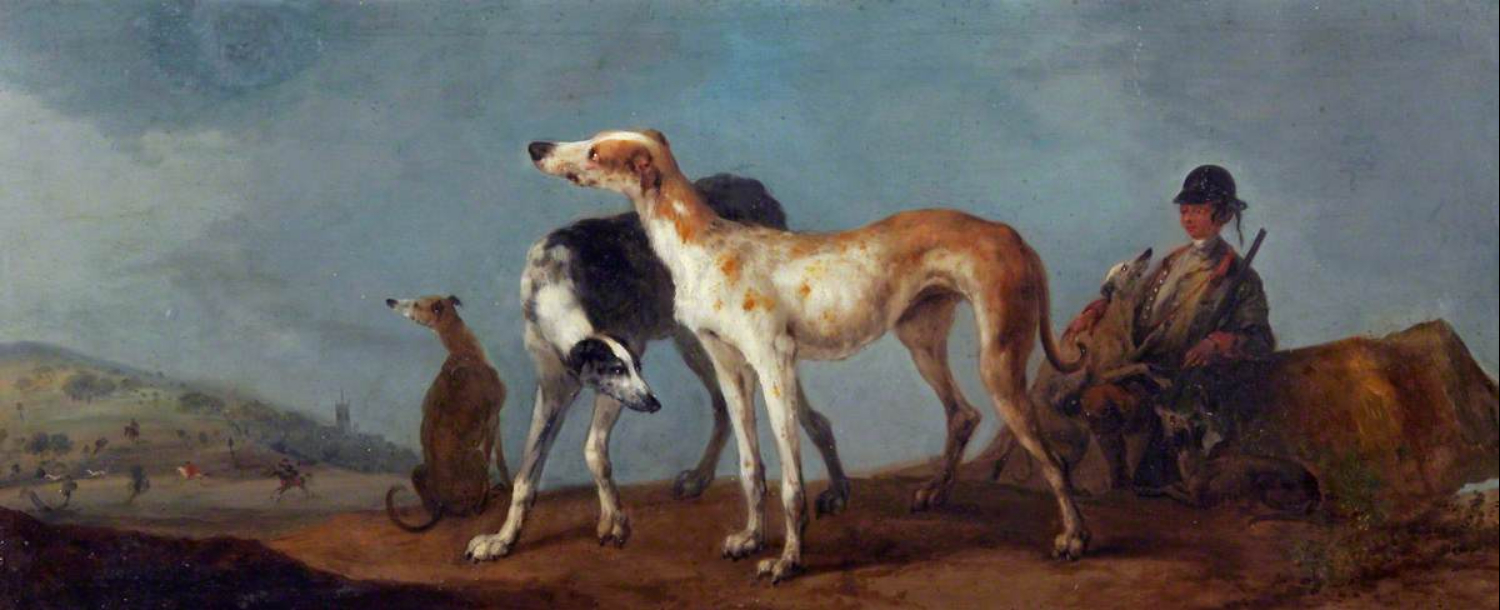
Три гончие со всадниками. 1730-е. Холст, масло. Музейные собрания Норфолка, Англия